# The Woodlands (Texas)
The Woodlands je census-designated place v okresech Harris County a Montgomery County ve státě Texas ve Spojených státech amerických. Nachází 45 km severně od Houstonu, který je zároveň nejlidnatějším městem Texasu.
K roku 2020 zde žilo 114 436 obyvatel. Celková rozloha CDP (census-designated place) činí 113,6 km². Je součástí metropolitní oblasti Greater Houston (Houston-The Woodlands-Sugar Land).